# 上海公交915路
上海公交915路，是由浦东上南运营的一条专线线路，由南浦大桥（外马路）到浦晓路江月路（世博家园）止，长22.1公里。

## 历史
前身为2005年底开通的世博家园班车，为直通定班车，线路由南浦大桥上内环线，经卢浦大桥、济阳路、浦星路，班车到达家园终点。
2006年7月1日优化并更名为世博家园线，并改为多级票价，绕行凌兆新村。而后，由于世博家园居民意见强烈，于2007年8月18日再次调整，恢复为世博家园定班，并且实行单一票价2元。
2010年2月10日，世博家园定班更名为915路，线路实行公交换乘优惠。
据上海市交港局，《2013年公交新辟及调整线路计划》有包含将915路改为定班车线路的计划，但是无果而终。
2014年6月，915路车队被授予“全国城市公共交通行业节能减排达标竞赛先进集体”称号。

## 走向和停靠站点
线路走向方面上行为：自浦晓南路起经江月路、浦申路、大连路、联航路、浦弛路、江月路、浦星公路、济阳路、卢浦大桥、内环高架、中山南路、陆家浜路至外马路止；下行则为：自外马路起经中山南路、陆家浜路、徐家汇路、鲁班路、南北高架、卢浦大桥、济阳路、浦星公路、江月路、浦弛路、联航路、浦申路、南江燕路至浦晓南路止。
线路途经以下站点停站：
- 上行︰浦晓路江月路 - 联航路浦弛路 - 浦弛路江月路 - 南浦大桥（外马路）
- 下行︰南浦大桥（外马路） - 陆家浜路大兴街 - 浦弛路江月路 - 联航路浦弛路 - 浦晓路江月路[7]